# 朱敬玫
朱敬玫（?—885年），晚唐宦官，杀死荆南节度使段彦谟后，凭借手下精兵“忠勇军”实际控制荆南。但光启元年（885年），张瑰扣押朱敬玫任命的节度使陈儒，夺取荆南，杀死朱敬玫。

## 与段彦谟的冲突及夺取荆南
尽管两唐书都有著名宦官的传，却都没有朱敬玫的传，故朱敬玫家世不详，只知道他是在广明元年880年（当时荆南监军宦官为杨复光） - 中和二年（882年）间成为荆南监军宦官的。
朱敬玫成为荆南监军宦官后，组织三千精兵为“忠勇军”，并因此和节度使段彦谟冲突，段彦谟想杀掉他。中和二年六月，朱敬玫先发制人，率众攻杀段彦谟，杀其亲属僚佐，任江陵少尹李燧为留后，且诬陷段彦谟有罪。当时，黄巢农民军已攻陷长安，逃往成都的唐僖宗闻讯，遣中人似先元锡、王鲁琪慰抚，秘密告诫：“若敬玫可诛，诛之，以尔代而鲁琪为副。”朱敬玫以盛兵出迎，似先元锡等不敢发作而还。十二月僖宗又让前任荆南节度使兵部侍郎、判度支同平章事郑绍业复任荆南节度使。但郑绍业害怕朱敬玫，不去荆南就职。朱敬玫署任押牙陈儒为留后，并得到僖宗认可。四年（884年）末，僖宗又任陈儒为节度使。朱敬玫控制荆南期间，借故诛杀很多将领和商人，夺其财物，使自己巨富。

## 身亡
光启元年正月，陈儒忌惮忠勇军暴横无军纪却无以制止，决定采取行动。之前郑绍业任节度使时，曾派大将申屠琮率军五千战黄巢于长安。这一年，申屠琮班师荆南，陈儒与他通信，命他消灭忠勇军。忠勇军将程君之（一作程君从）闻讯，试图率部奔朗州，被申屠琮追及，杀百余人，余众溃散。申屠琮因而暂时控制了荆南军政。当月，陈儒试图诱使淮南军将张瑰、韩师德攻打屡次劫掠荆南的朗州刺史雷满，但张瑰不但没有攻打雷满，还反攻江陵驱逐了陈儒。陈儒想逃到成都投奔僖宗，却被张瑰截获，拘押在江陵。僖宗想召朱敬玫去成都而改任杨玄晦，他担心被治罪，称病去职，住在江陵。因他晒出很多细绢、锦绣的衣服，张瑰又注意到他积累的财富，乘夜派士兵杀他于其官邸，尽取其财。朱敬玫当时穿着黄衣服，被士兵刺中腹部而死。